# Leonie Bentveld
Leonie Bentveld (17 april 2004) is een Nederlandse wielrenster uit het Friese Burgum die met name actief is in het veldrijden.

## Carrière
In november 2021 werd Bentveld tweede op het Europees kampioenschap voor junioren op de VAM-berg, op ruim een minuut achter Zoe Bäckstedt. Op 16 januari 2022 won ze de wereldbeker bij de junioren in het Franse Flamanville en won daarmee het eindklassement in dezelfde categorie. Twee weken later won ze zilver op het wereldkampioenschap in het Amerikaanse Fayetteville, op een halve minuut achter de Britse Bäckstedt. In februari werd Bentveld in Hoogeveen Nederlands kampioene bij de junioren.
Bentveld werd in juni 2022 dertiende op het Nederlands kampioenschap op de weg bij de junioren. Op 15 januari 2023 werd ze Nederlands kampioene in het veld bij de beloften in Zaltbommel. In februari werd ze in Hoogerheide wereldkampioene in de mixed relay met Fem van Empel, Lauren Molengraaf, Ryan Kamp, Tibor del Grosso en Guus van den Eijnden.
In november werd ze vierde bij de beloften tijdens de Europese kampioenschappen veldrijden 2023 bij de beloften in het Franse Pontchâteau.

## Palmares

### Veldrijden

#### Resultatentabel elite
| Seizoen   |    | WK | EK | NK  |    | Klassementen | Klassementen | Klassementen | Klassementen | Klassementen |       | UCI- ranking |   | Podia | Podia | Podia | Aantal crossen |
| Seizoen   | WB | WK | EK | NK  | SP | Trofee       | TOI          | Swiss        | Goud         | Zilver       | Brons | UCI- ranking |   |       |       |       | Aantal crossen |
| --------- | -- | -- | -- | --- | -- | ------------ | ------------ | ------------ | ------------ | ------------ | ----- | ------------ | - | ----- | ----- | ----- | -------------- |
| 2023-2024 |    | –  | –  | 7e  |    | 5e           | 17e          | 9e           | –            | –            |       | 13e          |   | –     | 1     | 1     | 2              |
| 2024-2025 | –  | –  | 6e | 10e | 6e | –            | –            | –            | 13e          | 1            | 1     | 1            | 3 |       |       |       |                |
| Totaal    |    | –  | –  | –   |    | –            | –            | –            | –            | –            |       | –            |   | 1     | 2     | 2     | 5              |

#### Podiumplaatsen elite
| Legenda                       |
| ----------------------------- |
| Wereldkampioenschappen        |
| Continentale kampioenschappen |
| Nationale kampioenschappen    |
| Wereldbeker                   |
| Superprestige                 |
| Trofee                        |
| Overige veldritten            |

| Nr.           | Seizoen       | Datum             | Veldrit                              | Cat.          | Wedstrijdserie   |               |
| Overwinningen | Overwinningen | Overwinningen     | Overwinningen                        | Overwinningen | Overwinningen    | Overwinningen |
| ------------- | ------------- | ----------------- | ------------------------------------ | ------------- | ---------------- | ------------- |
| 1.            | 2024-2025     | 6 oktober 2024    | Brumath Bike Festival, Brumath       | C1            | Overige          | [ 7 ]         |
| 2e plaatsen   |               |                   |                                      |               |                  |               |
| 1.            | 2023-2024     | 7 februari 2024   | Parkcross, Maldegem                  | C2            | Exact Cross      | [ 8 ]         |
| 2.            | 2024-2025     | 9 november 2024   | Cyclocross Rucphen, Rucphen          | C2            | Overige          | [ 9 ]         |
| 3e plaatsen   |               |                   |                                      |               |                  |               |
| 1.            | 2023-2024     | 3 december 2023   | Wereldbeker Flamanville, Flamanville | CDM           | Wereldbeker (#1) | [ 10 ]        |
| 2.            | 2024-2025     | 15 september 2024 | Kleeberg Cross, Mechelen             | C2            | Overige          | [ 11 ]        |

#### Jeugd
2021
 Europees kampioenschap, junior
2022
 Wereldkampioenschap, junior
 Nederlands kampioen veldrijden 2022, junior
2023
 Wereldkampioene mixed relay
 Nederlands kampioen veldrijden 2023, belofte
2024
 Nederlands kampioen veldrijden 2024, belofte

## Ploegen
- 2024 -  AG Insurance-Soudal vanaf 24 april[12]- tot 13 september
- 2025 -  AG Insurance-Soudal

Benito · Bentveld (vanaf 24/4-tot 13/9) · Boogaard · Borgström · De Schepper (vanaf 14/6) · Ghekiere · Gigante · Goossens · Le Court · Louw · Masetti · Moolman · Pluimers · Rijnbeek · Steigenga · Van de Velde · Wollaston
Bastiaenssen · Benito · Bentveld · Borgström · Bossuyt (vanaf 14/6) · Castrique · De Schepper · Ghekiere · Gigante · Goossens · Le Court · Louw · Manly · Masetti · Moolman · Pluimers · Steigenga · Van de Velde · Verhulst-Wild · Žigart